# Marit Larsen
Marit Elisabeth Larsen (Lørenskog, 1º luglio 1983) è una cantante norvegese.
È famosa per essere stata membro del duo M2M insieme all'amica d'infanzia Marion Raven.
Ha pubblicato un disco solista chiamato Under the Surface nel 2006 che ha avuto un incredibile successo nei paesi scandinavi, seguito poi dall'album If a Song Could Get Me You nel 2008.

## Biografia
Larsen formò il duo M2M assieme all'amica d'infanzia Marion Raven. Dopo il successo internazionale e la produzione di due album con hit come Don't Say You Love Me, Mirror Mirror e Everything, il gruppo M2M è stato abbandonato dalla Atlantic Records nel settembre del 2002.
Dopo la rottura delle M2M, Marion Raven incominciò la sua carriera da solista, mentre Larsen ha preso tempo libero per riflettere sulla sua carriera e per riprendere gli studi. L'interesse dei fan è stato riacceso nel 2004 e all'inizio del 2005, quando Larsen ha fatto diverse apparizioni in Norvegia, esibendo capelli più scuri e nuova musica strumentale. Nel mese di ottobre 2004, Larsen ha eseguito tre canzoni originali, intitolate This Time Tomorrow, Recent Illusion, e Walls, in radio NRK, mostra la sua abilità sia a suonare la chitarra che il pianoforte.
Nell'autunno del 2005, Larsen registrò il suo album di debutto, Under the Surface, con la sua nuova casa discografica, EMI. Il primo singolo, Don't Save Me, debuttò in radio il 3 gennaio 2006, e rapidamente salì nella top ten norvegese. Dopo la pubblicazione ufficiale il 6 febbraio 2006, il singolo Under the Surface balza al primo posto nelle classifiche norvegesi dopo soltanto 2 settimane, e lì vi rimase per 5 settimane. Il secondo singolo estratto dall'album è Under the Surface. Il video è uscito il 10 maggio 2006 e, dopo un mese, divenne la canzone più ascoltata nelle radio norvegesi. Only A Fool e Solid Ground sono stati rispettivamente il terzo e il quarto singolo estratti.
Under the Surface, che è uscito in Norvegia il 6 marzo 2006, contiene 11 canzoni, la maggior parte delle quali sono state composte individualmente da Larsen. Citato come "l'album più atteso del 2006" (secondo la rivista norvegese, Plan B),.il 31 marzo 2006, dopo appena tre settimane di vendite, Under the Surface è diventato un record certificato in Norvegia, vendendo oltre 20 000 copie. Alla fine del 2006 e all'inizio del 2007, Under the Surface gli vale il premio per la migliore canzone norvegese presso l'MTV Europe Music Awards, e la Spellemannprisen (Grammy norvegese) premi per il Miglior Artista Femminile e Miglior video (Don't Save Me). Dopo il Spellemannprisen del gennaio 2007, l'album arriva a quota 40000 copie e al disco di platino. È stato annunciato più tardi (nel maggio 2007), che l'album ha raggiunto il doppio platino. Inoltre, Marit Larsen è la cantante la più ascoltata su NRK P3 Radio nel 2006, con i suoi tre singoli (Don't Save Me, Under the Surface e Only A Fool) passati collettivamente più di 880 volte.

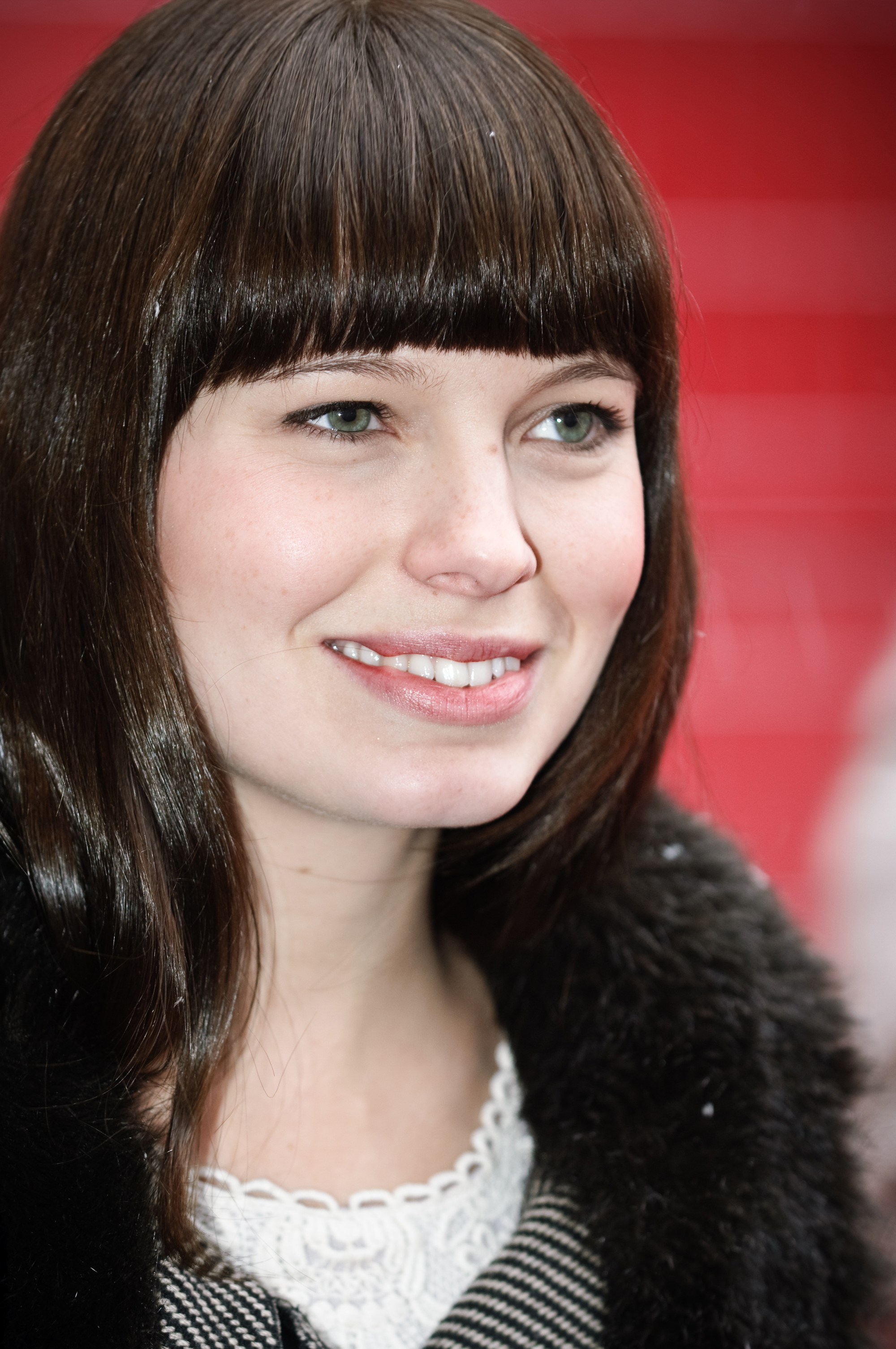
Marit Larsen nel 2009

In concomitanza con l'uscita di Under the Surface, Larsen ha partecipato al Lyd i mørket una serie di concerti di beneficenza all'inizio di marzo 2006, ha partecipato anche a molti festival musicali in Norvegia nell'estate dello stesso anno e ha anche compiuto un tour da aprile a ottobre.
Under the Surface è uscito in India e in Thailandia nel 2006, e nel mese di novembre, Don't Save Me ha cominciato a passare su MTV Asia. Larsen ha anche preso parte a diverse apparizioni internazionali, in occasione di eventi speciali in Germania e in Spagna nel settembre 2006, in India nel mese di ottobre 2006, e in Francia nel gennaio 2007. È anche andata negli Stati Uniti nel marzo 2007. Il 2 maggio 2007, Right Bank Music ha annunciato che Marit Larsen sarà seguita da loro per un'eventuale uscita negli Stati Uniti.
L'11 agosto 2008, una nuova canzone If a Song Could Get Me You è stata distribuita per la radio norvegese che ha raggiunto poi la vetta delle classifiche norvegesi. The Chase, il suo secondo album, è uscito il 13 ottobre 2008. Il secondo singolo tratto dal nuovo album "I've Heard Your Love Songs" è stato pubblicato il 26 ottobre 2008.
Nel marzo 2009 viene invitata da Jason Mraz ad aprire i suoi concerti in Europa, dopo averla conosciuta durante il concerto per il premio Nobel per la pace. "If a Song Could Get Me You" viene pubblicato a luglio in Austria, Svizzera e Germania, raggiungendo la vetta delle classifiche austriache e tedesche. Larsen ha raccolto alcuni brani dai suoi due album precedenti e ha pubblicato un album in edizione limitata in questi paesi. La cantante ha cominciato lo scorso novembre un tour. La canzone "Under the Surface" è stata scelta come secondo singolo.
"Under the Surface" è stata giudicata miglior canzone del decennio dal giornale norvegese VG, mentre If a Song Could Get Me You è arrivata al quarto posto. L'album "Under the Surface", invece, è al secondo posto dei miglior dischi.
Recentemente Larsen ha collaborato con il cantante belga, Milow, per la canzone "Out of My Hands".

## Vita privata
Nel 2016 si è sposata con il giocatore di pallamano Alexander Buchmann.

## Discografia
Come "M2M"
- Shades of Purple (2000)
- The Big Room (2002)
- The Day You Went Away: The Best of M2M (2003)

Come solista
- Under the Surface (2006)
- The Chase (2008)
- ( If a Song Could Get Me You ) (2009)
- Spark (2011)
- When The Morning Comes (2014)
- Joni was Right (2016)

## Singoli
- Don't Save Me (2006)
- Under the Surface (2006)
- Only a Fool (2006)
- Solid Ground (2007)
- If a Song Could Get Me You (2008)
- I've Heard Your Love Songs (2008)
- Addicted (2009)
- Fuel (2009)
- Out of My Hands (con Milow, 2010)
- Vår beste dag (2011)
- Coming Home (2011)
- Don't Move (2012)
- I Don't Want To Talk About It (2014)
- Faith & Science (2015)
- Please Don't Fall For Me (2015)
- Traveling Alone (2015)